# Tino Bianchi
Tino Bianchi (San Paolo, 21 giugno 1905 – Roma, 4 gennaio 1996) è stato un attore italiano.

## Biografia

Diana Torrieri e Tino Bianchi ne Il piacere di lasciarsi (1956)

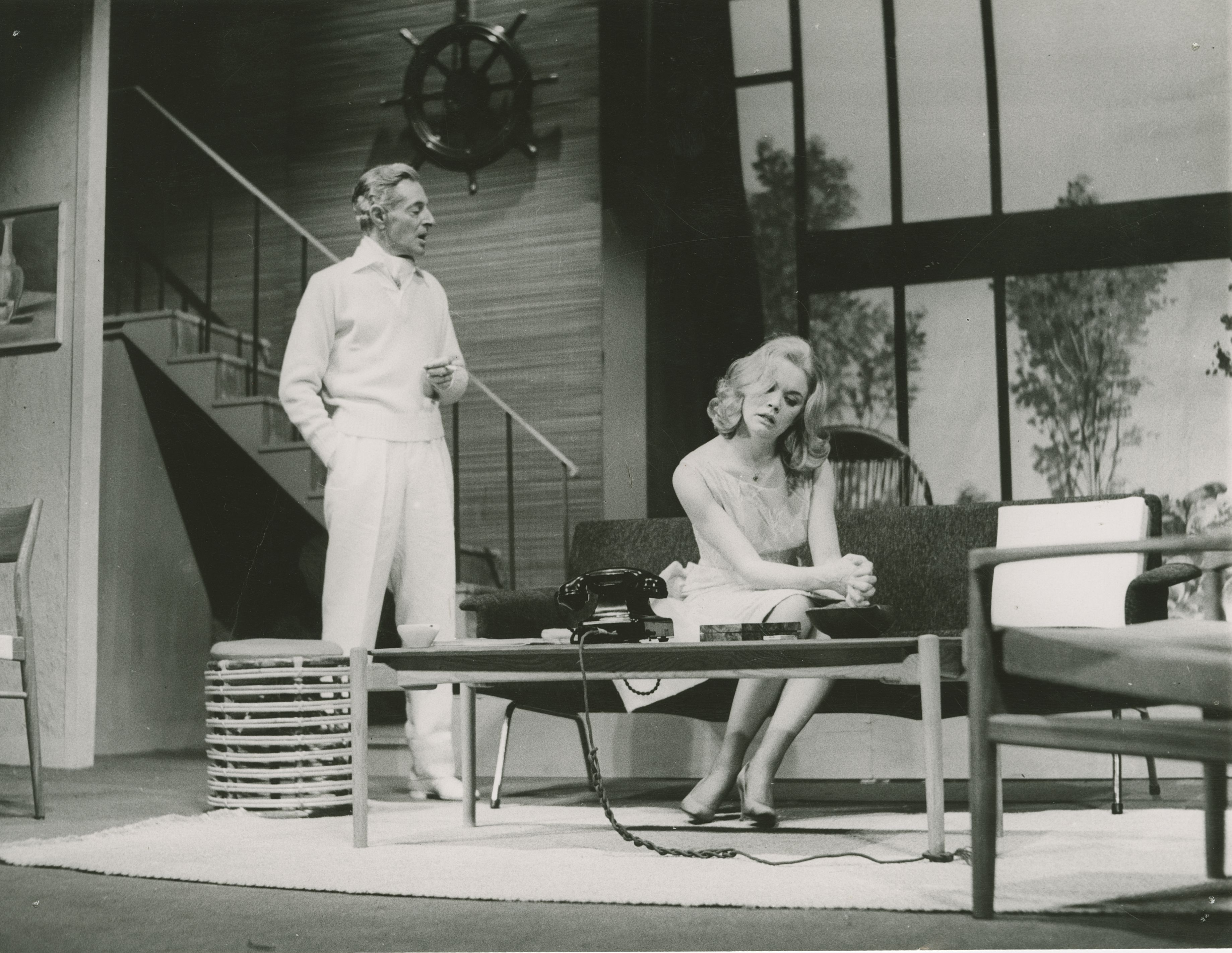
Tino Bianchi con Valeria Moriconi durante la rappresentazione della commedia Quando saremo giovani di Ferdinando Di Bagno, con la regia di Carlo Di Stefano. Roma, Teatro della Cometa, 1960. Archivio storico del Touring Club Italiano

Volto conosciuto della televisione per aver interpretato diversi romanzi sceneggiati con ruoli di primo piano, ha avuto una carriera molto lunga, che si è estesa circa per sessant'anni, dagli anni trenta fino a poco prima della morte. Per la prosa televisiva ha interpretato oltre duecento commedie. Come attore teatrale ha fatto parte di diverse compagnie, fra cui quella del Teatro Stabile di Genova per il quale ha interpretato, fra l'altro, a fianco di Lina Volonghi La bocca del lupo, di Remigio Zena.
Il suo debutto avvenne a ventuno anni con la compagnia Carini. Prima della seconda guerra mondiale fu in compagnia con Wanda Capodaglio, Ruggero Ruggeri, Memo Benassi, Sem Benelli. Dopo il conflitto, con Renzo Ricci e Giorgio Strehler con cui recitò ne L'albergo dei poveri, la pièce con cui venne inaugurato il Piccolo Teatro di Milano.
Tra gli altri lavori da lui interpretati per il teatro figurano anche Le notti dell'ira e Il mago dei prodigi, due lavori del 1947. Al Teatro Romano di Verona partecipò alla messa in scena del Giulio Cesare. Diretto da Franco Zeffirelli ha recitato in Maria Stuarda mentre con Giancarlo Sepe è stato interprete in La resistibile ascesa di Arturo Ui. In qualità di doppiatore ha partecipato al doppiaggio della telenovela brasiliana del 1978 (ma trasmessa in Italia dal 1982) Dancin' Days. In carriera Bianchi ha interpretato anche b-movie di genere poliziottesco e musicarelli.

### Vita privata
Era il marito dell'attrice Anna Maria Bottini.

## Filmografia parziale

### Cinema
- Il treno delle 21,15, regia di Amleto Palermi (1933)
- Si fa così, regia di Adriano Giovannetti (1934)
- L'avvocato difensore, regia di Gero Zambuto (1934)
- Il serpente a sonagli, regia di Raffaello Matarazzo (1935)
- Un bacio a fior d'acqua, regia di Giuseppe Guarino (1936)
- Squadriglia Bianca, regia di Ion Sava (1944)
- Trent'anni di servizio, regia di Mario Baffico (1945)
- Senza bandiera, regia di Lionello De Felice (1951)
- La passeggiata, regia di Renato Rascel (1953)
- Senso, regia di Luchino Visconti (1954)
- Il gobbo, regia di Carlo Lizzani (1960)
- La maschera del demonio, regia di Mario Bava (1960)
- Il corazziere, regia di Camillo Mastrocinque (1960)
- Ferragosto in bikini, regia di Marino Girolami (1960)
- Un giorno da leoni, regia di Nanni Loy (1961)
- L'oro di Roma, regia di Carlo Lizzani (1961)
- Ulisse contro Ercole, regia di Mario Caiano (1962)
- Adolescenti al sole, regia di Giuseppe Aldo Rossi (1964)
- Berlino: appuntamento per le spie, regia di Vittorio Sala (1965)
- Maigret a Pigalle, regia di Mario Landi (1967)
- Chimera, regia di Ettore Maria Fizzarotti (1968)
- Ora X - Pattuglia suicida, regia di Gaetano Quartararo (1969)
- Vogliamo i colonnelli, regia di Mario Monicelli (1973)
- Baciamo le mani, regia di Vittorio Schiraldi (1973)
- La polizia sta a guardare, regia di Roberto Infascelli (1973)
- La polizia è al servizio del cittadino?, regia di Romolo Guerrieri (1973)
- Anno uno, regia di Roberto Rossellini (1974)
- ...a tutte le auto della polizia..., regia di Mario Caiano (1975)
- Paura in città, regia di Giuseppe Rosati (1976)
- Napoli spara!, regia di Mario Caiano (1977)
- Tutti dentro, regia di Alberto Sordi (1984)
- Segreto di stato, regia di Giuseppe Ferrara (1995)

### Televisione
- Una donna senza importanza, commedia di Oscar Wilde, regia di Silverio Blasi, trasmessa il 30 novembre 1956
- Sette piccole croci - prosa TV (1957)
- Casa di bambola - prosa TV (1958)
- I figli di Medea - film TV (1959)
- Tom Jones - miniserie TV (1960)
- I Giacobini - miniserie TV (1962)
- La bella avventura, commedia con Tino Bianchi, Laura Solari, Enzo Turco, Sandro Merli, Tatiana Farnese, Gilberto Mazzi, Franco Volpi, regia di Mario Landi, trasmessa il 27 aprile 1962.
- Ai poeti non si spara (1965)
- Le avventure di Laura Storm, regia di Camillo Mastrocinque - serie TV, episodio A carte scoperte (1966)
- Madame Curie, regia di Guglielmo Morandi - film TV (1966)
- Il processo di Santa Teresa del Bambino Gesù - prosa TV (1967)
- Vita di Cavour - miniserie TV (1967)
- Non cantare, spara, regia di Daniele D'Anza - miniserie TV (1968)
- La freccia nera - miniserie TV (1968)
- Le mie prigioni - miniserie TV (1968)
- L'affare Dreyfus - miniserie TV (1968)
- Il triangolo rosso, regia di Ruggero Deodato e Mario Maffei – serie TV seconda stagione - V episodio (1969)
- I Buddenbrook - miniserie TV (1971)
- E le stelle stanno a guardare, regia di Anton Giulio Majano - miniserie TV (1971)
- All'ultimo minuto - serie TV, episodio Il rapido delle 13.30 (1972)
- Philo Vance - miniserie TV (1974)
- Processo al generale Baratieri per la sconfitta di Adua (1974)
- La tana di Agatha Christie, regia di Raffaele Meloni - - sceneggiato (1980)
- Ugo Foscolo - serie TV (1983)
- Doris una diva del regime - miniserie TV (1991)

## Teatro
- Cocktail Party, di T. S. Eliot
- La bocca del lupo, di Remigio Zena

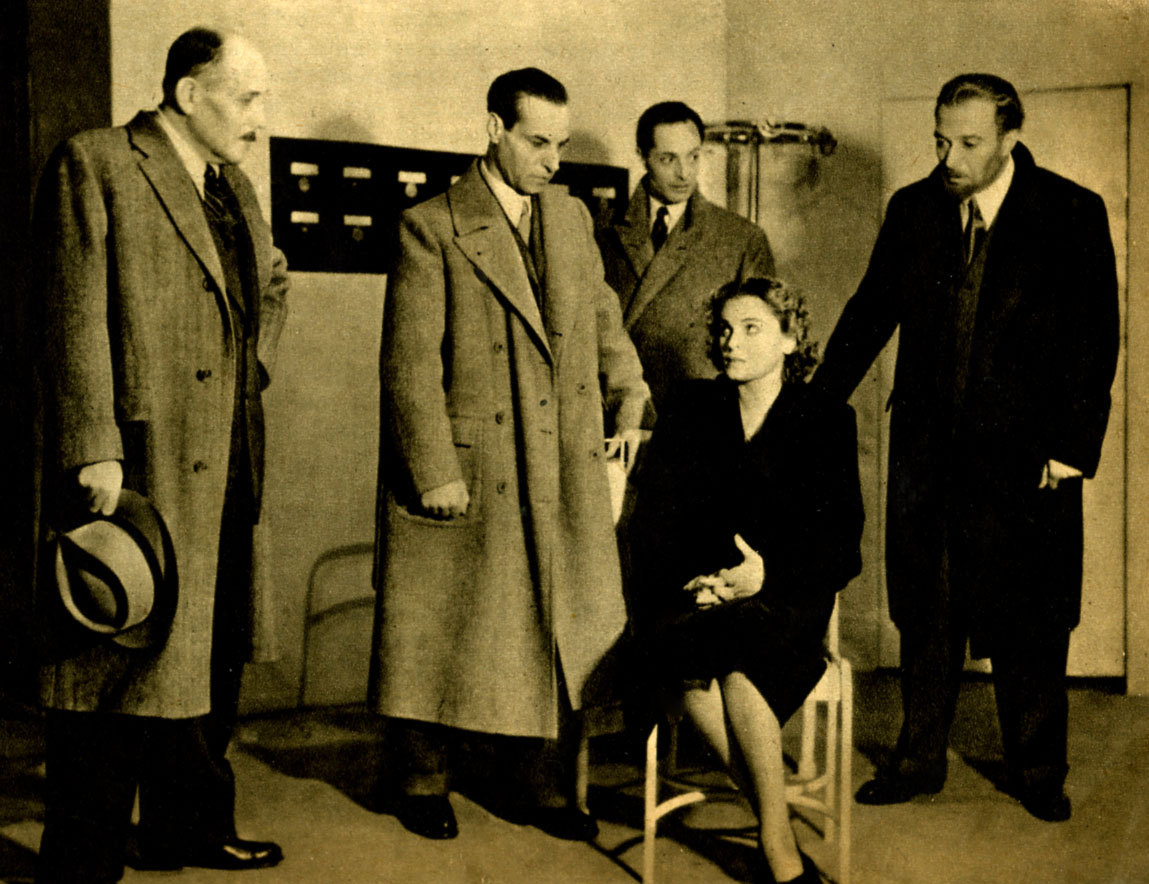
Tino Bianchi dietro Giovanna Galletti e Renzo Ricci, in teatro in Terra sconosciuta (1942)

- Giulio Cesare, di William Shakespeare
- Terra sconosciuta, con Giovanna Galletti, Renzo Ricci (1942)
- Arriva l'uomo del ghiaccio, di Eugene O'Neill, regia di Luigi Squarzina, Teatro Stabile di Genova, 21 dicembre 1965.
- Misura per misura, di William Shakespeare, regia di Luigi Squarzina, Roma, Teatro Argentina, 21 dicembre 1976.

## Prosa radiofonica
- Il testimone silenzioso, regia di Romano Calò, trasmessa il 26 febbraio 1933.
- Lilì o una pagina bianca, commedia di Hennequin e Bilhaud, trasmessa il 23 dicembre 1934.
- Il ritorno di Ulisse di Stanisław Wyspiański, regia di Pietro Masserano Taricco, trasmessa il 7 ottobre 1955.

## Doppiaggio
- Mario Lago in Dancin' Days